# Irma Vep
Cet article concerne le film d'Olivier Assayas. Pour l'adaptation en mini-série télévisée, voir Irma Vep (mini-série).
Pour plus de détails, voir Fiche technique et Distribution.
Irma Vep est un film français réalisé en 1996 par Olivier Assayas.
Irma Vep, anagramme de « vampire », est le nom du personnage principal du film muet Les Vampires (1915) ; film culte dans lequel l'actrice Musidora incarne la première femme fatale du cinéma français.
Une adaptation en mini-série télévisée, également réalisée par Assayas, a été diffusée en 2022.

## Synopsis
Un réalisateur, René Vidal, entreprend sur commande de tourner une nouvelle version du film Les Vampires, réalisé en 1915 par Louis Feuillade. Il veut donner le rôle d'Irma Vep à Maggie Cheung, une actrice chinoise originaire de Hong Kong et qu'il a repérée dans des films de kung fu. Le tournage devient assez vite catastrophique. Vidal n'est pas content de ce qu'il fait et pète les plombs.

## Fiche technique
- Titre original : Irma Vep
- Réalisation : Olivier Assayas
- Scénario : Olivier Assayas
- Musique : Philippe Richard
- Photographie : Eric Gautier
- Montage : Luc Barnier
- Décors : François-Renaud Labarthe
- Costumes : Françoise Clavel
- Son : Philippe Richard
- Production : Georges Benayoun et Françoise Guglielmi
- Sociétés de production : Dacia films, avec la participation de Canal+
- Pays d'origine :  France
- Langues originales : français et anglais
- Genre : comédie dramatique
- Format : couleurs (et archives en noir et blanc) - 35 mm - 1,66:1 - Dolby Digital
- Durée : 99 minutes
- Dates de sortie :
  - France : 15 mai 1996 (Festival de Cannes) ; 13 novembre 1996 (sortie nationale)
  - Canada : 6 septembre 1996 (Festival de Toronto)

## Distribution
- Maggie Cheung : elle-même
- Jean-Pierre Léaud : René Vidal
- Nathalie Richard : Zoé
- Bulle Ogier : Mireille
- Lou Castel : José Murano
- Antoine Basler : le journaliste
- Nathalie Boutefeu : Laure
- Alex Descas : Desormeaux
- Dominique Faysse : Maïté
- Bernard Nissile : Markus
- Arsinée Khanjian : l'Américaine
- Olivier Torres : Moreno
- Jacques Fieschi : Roland
- Estelle Larrivaz : la standardiste
- Balthazar Clémenti : Robert, l'assistant
- Lara Cowez : la scripte
- Dominique Cuny : l'assistante
- Jessica Doyle : Jessica
- Sandra Faure : la vendeuse
- Catherine Ferny : la policière
- Maryel Ferraud : la maquilleuse
- Filip Forgeau : le cadreur
- Nicolas Giraudin : le régisseur
- Valerie Guy : Valerie
- Laurent Jacquet : l'électricien
- Philippe Landoulsi : l'inspecteur
- Smaïl Mekki : Kermor
- Maurice Najman : Maurice
- Yann Richard : Kevin
- Alexandra Yonnet : Lili
- Jérôme Simonin : l'assistant
- Pierre Amzallag : le docteur
- Françoise Clavel : la femme de René
- Françoise Guglielmi : la productrice
- Odile Horion : l'assistante de Zoé
- François-Renaud Labarthe : le caméraman télé
- Alain Martin : le garçon au café
- Guy-Patrick Sainderichin : le responsable de la télé